# ناتاشا لئوناردی کورتسی
ناتاشا لئوناردی کورتسی (انگلیسی: Natascia Leonardi Cortesi؛ زادهٔ ۱ مهٔ ۱۹۷۱) اسکی‌باز صحرانوردی اهل سوئیس است.